# Cyrtopodium braemii
Cyrtopodium  braemii é uma espécie terrestre de orquídeas  encontrada na Chapada dos Veadeiros, estado de Goiás.Encontrado principalmente medrando campos hidromórficos, seus pseudobulbos vegetam completamente enterrados no solo, podendo ser encontrado somente no período de floração. Suas folhas são largas e sua inflorecência simples geralmente com uma ou raramente duas ramificações. Sua bela flor possui sépalas e petalas amarelo-ocre. Seu labelo, bastante proeminente em relação as outras espécies, destaca-se pelo amarelo-ouro. Florece em setembro e outubro.

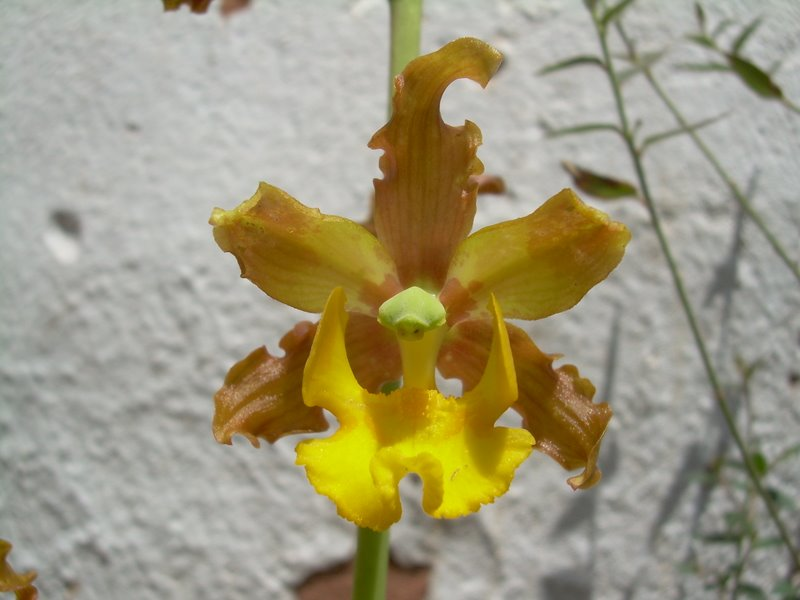

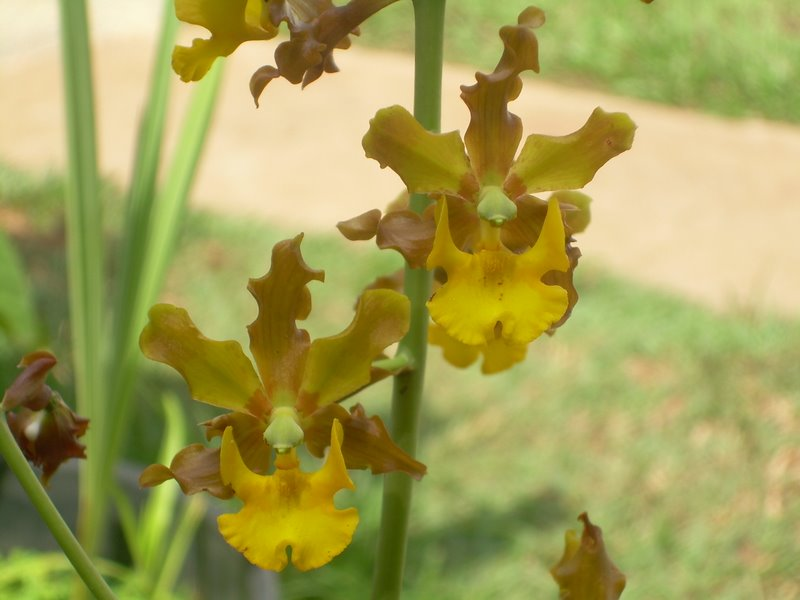